# Коле Идромено
Никол Идромено (15. август 1860 – 12. децембар 1939), познатији као Коле Идромено, био је албански сликар, вајар, архитекта, фотограф, кинематограф, композитор и инжењер током албанске ренесансе у 19. веку.

## Биографија
Коле је рођен у Скадру, који је у то време био део Османског царства. Са 16 година преселио се у Венецију на шест месеци и започео студије у сликарској академији. Након тога је путовао широм Европе, у суштини је радио у различитим уметничким областима. Поред тога, снажно се залагао за независност Албаније чиме је био приморан да се пресели у Улцињ.
Познат је по богатој употреби боја и декоративних нијанси са одређеним етнографским елементима и пејзажима који приказују Скадрар и околиу града. Као архитекта, направио је планове за педесетак објеката. Пројектовао је и неколико индустријских објеката, банке и биоскопе. Као и кесирани плафон Катедрале Светог Стефана, која је једна од највећих катедрала на Балкану.

## Рад
Коле се сматра оснивачем реализма у Албанији и њеним најзначајнијим сликаром. Добио је надимак албански Микеланђео. Он је основао веома активан фотографски студио и био је први уметник који је приказивао филмове у земљи 1912. године. Поред тога, водио је преписку са браћом Лимијер. 
До 1896. Идромено је сликао углавном верске теме. Потом је сликао реалистичне слике са илустровањем историјских догађаја и свакодневних мотива као што су фестивали и костими.
Добио је инспирацију од многих уметника, попут: Пол Сезана, Паје Јовановића, а највише од Жорж-Пјер Сера.
Његов рад се приказивао у Њујорку и Будимпешти. Најпознатије дело које је насликао је "Мотра Тоне", портерт његове сестре, дело је добило надимак "Албанска Мона Лиса".
Неки његови радови:
- Портрет Ђузепине, 1920
- Аутопортрет, 1931
- Портрет човека
- Двориште куће у Скадру, 1933